# Denis Boyau Loyongo
Denis Boyau Loyongo, né 22 décembre 1950 à Boende et mort 11 septembre 2020 à Kinshasa, est un dessinateur, scénariste, illustrateur et auteur (bédéiste) de la bande dessinée congolaise.

## Biographie
Denis Boyau Loyongo, naît en 1950 et mort en 2020 à 69 ans, est une figure de la bande dessinée congolaise, considéré par certain comme l'un des précurseurs ou pères du 9e art au pays,.
Il a grandi à Kinshasa où il débarque vers 1954. Utilisant le crayon par plaisir pour le dessin, en intégrant l'académie de beaux arts, il devient rapidement le caricaturiste le plus réputé de la presse Kinoise, illustrant avec talent le vieil adage un bon dessin vaut mieux qu'un long discours.
Il fait ses debuts officiels dans la presse locale avec Hello les copains en 1967, une première édition de bande dessinée d'un gazette. Il renou cette expérience avec Gento Oyé, un petit magazine de la bande dessinée par Achille Ngoye qui deviendra par la suite la mythique revue Jeunes pour jeunes,,. Lors de la parution du premier numéro de Jeunes pour jeunes le 10 août 1968, les dessins de Denis Boyou provoquent un grand engouement qui poussant par la suite l'auteur d'abandonner carrément les études et se consacre entièrement à la profession. Avec la revue Jeunes pour jeunes, il crée une galerie de personnages tels que : Apolosa, Kikwata, Coco, Didi, Wabuza, Molok, Sinatra etc.
Après la faillite de la revue Jeunes pour jeunes vers 1972, Denis Boyou collabare successivement avec Sambolé où il reprendra Les aventures de Mokwa Pamba et crée egalement la revue Molembé; il est engagé au quotidien Salongo fin 1973, où son succès atteint jusqu'en 1977, puis rejoint YE, le journal de Franco et des vedettes Kinoises.
En 1989, Denis Boyou crée la mascotte Tonton Skol pour des fins de publicité de la brassérie Bracongo. Tonton Skol ce personnage mythique apparaît sur les boutelles de bière et sur plusieurs depliants de publicité. Et dans la suite Les aventures de Tonton Skol seront même publiées dans le quotidien Salongo et connaitra un succès énorme.

## Œuvres

### Albums BD
- Jeunes pour jeunes, éd. Saint-Paul, 1980
- Marie, la mère de Jésus, éd. Saint-Paul, 1986
- Jésus des jeunes : Il n'est pas un homme, éd. Saint-Paul Afrique, 1996
- Santé et maladies, éd. Kangu-Mayumbe : B.E.R.P.S. 3 tomes, 1990

### Magazines
- Hello les copains
- Gento Oyé
- Jeunes pour jeunes
- Mokwa Pamba
- Sambolé
- Molembé
- Salongo
- YE
- Doppel mimik
- Kin Label